# Lyme Handley
Lyme Handley var en civil parish 1866–2023 när det uppgick i Kettleshulme and Lyme Handley, i distriktet Cheshire East, i Storbritannien. Den ligger i grevskapet Cheshire och riksdelen England, i den centrala delen av landet, 240 km nordväst om huvudstaden London. Civil parish hade 151 invånare år 2001.